# ایسوم (بازیگر)
ایسوم (کره‌ای: 이솜؛ انگلیسی: Esom؛ زادهٔ لی سو-یونگ در ۳۰ ژانویه ۱۹۹۰) بازیگر و مدل اهل کره جنوبی است. او به خاطر ایفای نقش اصلی در فیلم ۲۰۱۴، بی‌گناهی اسکارلت شناخته می‌شود که برای آن نامزد جایزه بهترین بازیگر تازه‌کار زن در پنج مراسم مختلف اهدای جوایز شد.

## فیلم‌شناسی

### مجموعه‌های تلویزیونی
| سال  | عنوان                 | شبکه     | نقش          | توضیحات               | منبع        |
| ---- | --------------------- | -------- | ------------ | --------------------- | ----------- |
| ۲۰۱۱ | کریسمس سفید           | کی‌بی‌اس۲  | یون اون-سونگ |                       | [ ۳ ] [ ۴ ] |
| ۲۰۱۲ | روح                   | اس‌بی‌اس   | شین هیو-جونگ | حضور افتخاری (قسمت ۱) | [ ۵ ]       |
| ۲۰۱۷ | چون این اولین زندگیمه | تی‌وی‌ان   | وو سو-جی     |                       | [ ۶ ]       |
| ۲۰۱۸ | سومین افسون           | جی‌تی‌بی‌سی | لی یونگ-جه   |                       | [ ۷ ]       |
| ۲۰۱۹ | نجاتم بده ۲           | اوسی‌ان   | کیم یونگ-سون |                       | [ ۸ ]       |
| ۲۰۲۱ | راننده تاکسی          | اس‌بی‌اس   | کانگ ها-نا   |                       | [ ۹ ]       |

### مجموعه‌های اینترنتی
| سال  | عنوان       | نقش    | منابع  |
| ---- | ----------- | ------ | ------ |
| ۲۰۲۲ | شوالیه سیاه | سول-آه | [ ۱۰ ] |